# 小出裕章
小出 裕章（こいで ひろあき、1949年8月29日 - ）は、日本の工学者・評論家。工学修士。専門は原子力工学。元京都大学原子炉実験所（現・京都大学複合原子力科学研究所）助教。京都大学大学院工学研究科都市環境工学専攻助教（2015年3月定年退職）。所属学会は日本保健物理学会、エントロピー学会。研究分野は環境動態解析、原子力安全、放射性物質の環境動態。東京都台東区上野出身。

## 概略
上野の自営業者の家庭に2人兄弟の次男として生まれる。1968年、開成中学校・高等学校卒業。1972年、東北大学工学部原子核工学科卒業。1974年、東北大学大学院工学研究科修士課程修了（原子核工学）後、文部教官に採用され、京都大学原子炉実験所（現・京都大学複合原子力科学研究所）に入所。熊取六人衆の仲間達と出会い反原発を訴えるようになる。本人曰く、自分は「実験所で最下層の地位」であり仕事は所内で出る放射性排水などの処理だった。2015年3月で定年退職のため、研究室の書棚や廊下、倉庫にあった大量の本や資料は「どれも実験所の仕事にまつわるもの。定年と同時にその仕事はなくなります。これからの私にとっては意味のないもの」と捨てた。退職後は新たな定職には就かず信州で暮らす予定。
開成高校時代には「地質部」で、野外で岩石や地層を追い求めながら自然に親しんだ。小出は「これからは石油・石炭でなく原子力の時代」と考え原子力工学を志した。希望が叶い大学入学後は原子力工学を専攻。現代の原子力工学における放射線被害に興味をもち、原子力発電に反対している。以後現在まで一貫して「原子力をやめることに役に立つ研究」を行っている。

### 人形峠における内部被曝の問題
原子燃料公社による、鳥取県と岡山県の県境にある人形峠のウラン鉱床の開発に伴い、周辺民家近くに放置されたウラン残土による健康被害が問題となり、1963年に閉山後に癌の発症や体調を崩す人が続出。公社を引き継いだ旧動燃に全面撤回を求める住民や市民団体の運動の支援に加わり、調査によって土壌、湧き水、稲などから放射性物質のラドンが検出された。
動燃側は坑内労働者の被曝量の推定値を公表したが、1958年11月以前はラドン濃度のデータがないため、被曝線量の評価はそれ以降のデータに基づいたとしており、さらに、坑内労働者の半数未満しか被曝線量を測るためのフィルムバッジが着用されていないなど、内部被曝の把握を不十分なままにして、被曝実態の過小評価に繋がる点がいくつかあったことを指摘している。残土の撤去を訴えた裁判では住民側の証人として意見書の提出を行った。

### 東京電力福島第一原子力発電所事故
東京電力福島第一原子力発電所事故を受けて、初期の段階で格納容器が破壊されている可能性について指摘し、屋内退避の要領を解説するなど警戒を呼びかけている。放射能汚染に対する政府の対策に対して、「原発事故と今後を憂うるサイエンティスト有志」に加わり、原子力工学の専門家として内部被曝の問題を提起し、とくに幼児や妊婦などの置かれた状況を改善するよう提言を行っており、2011年5月23日、参議院行政監視委員会の参考人として、政府のこれまでの原子力政策についての意見を開陳した。
福島第一原発の事故後も、政府・電力会社・経済界などから、定期検査などで止まっている各地の原発の安全性を確認した上で原発を再稼働しようという声が高まったことについて、著書の中で、「安全な原発などはなく、安全性を確認できるようなことは金輪際ない」と述べている。また、政府・電力会社・経済界などが原発再稼働に向かおうとする理由を大きく四つ挙げている（以下参照）。
- 独占企業である電力会社は、原発を作れば作るほど、稼働すればするほど儲かる仕組みになっている。
- 原子炉の製造を三菱重工、東芝、日立などの大企業が担い、そのまわりに“原子力村”の住人である政治家、官僚、地方自治体、関連企業が群れ集まり、原子力利権を分け合う構造を手放すことができない。
- “原子力開発＝核兵器開発”[11] であり、日本の政府は一貫して核兵器をいつでも製造できる態勢を維持することに努めてきた。その国策を、“たかが原発事故”くらいで変更はできないと思っている。
- 悲しい事態だが、原発交付金、補助金などによって財政の首根っこを押さえられている地方自治体は、雇用の問題もあり再稼働を容認せざるを得ない[12]。

### 北朝鮮核問題
北朝鮮核問題について、「朝鮮（北朝鮮という呼称を使うことは、朝鮮半島にすむ人間を差別することだとして批判している）が使用済核燃料の全量を再処理して原爆を作ったとしよう。その場合には（中略）いくら頑張ってもせいぜい3発の原爆しかできない」「私は、原爆は悪いと思う。どこの国も持つべきでないと思う。朝鮮だってやらないに越したことはない。でも、厖大に核兵器を持っている国（アメリカ合衆国）が、あるやないや分からない国（北朝鮮）に対して悪の枢軸というレッテルを貼り、制裁するなどという主張は決して認めてはならない」「米国は核兵器、生物兵器、化学兵器、大陸間弾道ミサイル、中距離ミサイル、巡航ミサイル、ありとあらゆる兵器を保有し、自らの気に入らなければ、国連を無視してでも他国の政権転覆に乗り出す国である。そうした国を相手に戦争状態（朝鮮戦争は現在も終結しておらず休戦状態である）にある国が朝鮮であり、武力を放棄できないことなど当然であるし、核を放棄するなどと表明できないことも当然である」との認識を示した。また、2009年の北朝鮮によるミサイル発射実験については、「日本政府は北朝鮮が（人工衛星ではなく）長距離弾道ミサイルを発射すると決めつけ、撃墜命令まで出して危機を煽りました。一体、人工衛星を打ち上げると国際機関に通告した国に対して、それを撃墜するなどと表明する国がどこにあるのでしょう？」「日本はすでにH-IIロケットをはじめ多くのロケットを打ち上げてきましたし、朝鮮に対するスパイ衛星（情報収集衛星）さえ打ち上げています」と述べるなど、日本政府の外交対応に対しても批判している。

### 戦争と原発はつながっている
『ラジオフォーラム』（製作：一般社団法人ラジオアクセスフォーラム 幹事局：ラヂオきしわだ（2015年3月まで）→エフエムもりぐち（2015年4月以後） 全国コミュニティ放送、県域中波放送局などで放送）の番組開始当初（2013年1月）から、番組内の1コーナー「小出裕章ジャーナル」のパーソナリティーを務めているが、その番組の2014年1月25日（ラヂオきしわだ基準）放送のコーナーで、小出は「日本では戦争と原子力開発を別の扱いとして報道されているが、本当は原子力開発と戦争はつながっている」とする持論を唱えている。
小出は「本当なら原子力と呼んでいるものと戦争はつながっているが、日本の政府やマスコミはこぞって原子力開発は戦争とは関係ないと宣伝を流し続けてきました。しかし元々原子力は核と同じもので、六ヶ所村に建設を目指すとしている核燃料の再処理場は、長崎への原爆投下の時に使用されたプルトニウムを取り出すための目的のみに作られる工場です。それを何としてでも日本の国が自前で動かしたいと思ってきたわけですし、その願いを決して捨てずにこれからもやるとする宣言をしたのです」とその番組で唱えている。

## 批判

### 小出本人に対するもの
福島第一原子力発電所事故後に出版された『原発のウソ』に対しては次のような批判がなされている。
- 小出は発電所周辺の立ち入り禁止区域の汚染が酷く、住民の帰還ができないという前提を提示し「無人地帯に汚染されたゴミを捨てる「放射能の墓場」を造るしかないと思っています」と書いたが、これに対して東京工業大学助教の澤田哲生は、「煽る言説」と評し、放射性物質は同心円状ではなく扇状に分布しており「30キロ圏内でも汚染状況の軽微な地域があることは知られています」と反論している[17]。
- また、『原発のウソ』で小出は低線量被曝について「「人体に影響のない程度の被曝」などというのは完全なウソで、どんなにわずかな被曝でも、放射線がDNAを含めた分子結合を切断・破壊するという現象は起こるのです」と述べたが、松原純子（放射線影響協会研究参与）は長瀧重信（長崎大学名誉教授）とのやりとりの中で放射能に自然由来と人工由来の差がないという前提に立った上で、自然放射能が高い地域でも安定型染色体異常が増加した事実は確認されていないと主張し、「放射線の傷害は、一部は細胞レベルで修復されたり、アポトーシスで除去されたりします。そのような基礎的知識すら乏しい」と批判している[18]。
- また、『原発のウソ』にて「「低線量での被曝は、高線量の被曝に比べて単位線量あたりの危険度がむしろ高くなる」という研究結果が出てきました」「低線量での被曝では細胞の修復効果自体が働かない」というデータすら出はじめています。」と述べたが、澤田は「<研究結果が出てきた>とか<最近になってデータが出はじめている>と聞くと、一般の方は新しい研究結果が合意を得たかのような印象を受けます」とし、長瀧は「新しい研究結果の論文が発表されただけでは、その評価はまだ決まりません。（中略）自分に都合の良い論文を選択すれば、正反対の議論でも科学的と言える範疇です。個々の論文は国際的な機関で評価され、さらに合意が発表されるまでには、何度も世界各国の意見が聞かれます」と批判している[19]。
- この他、『原発のウソ』内で「LNTモデルを採用していない国際放射線防護委員会」と述べたことに対しては松原、長瀧、澤田等は「ICRPは、あくまで「防護」の目的でLNTモデルを採用しているのが特徴」「ICRPは、100ミリシーベルト以下の被曝量による影響は認められないという科学的事実の国際的合意を尊重しながらも、それ以下も放射線の影響があると仮定して防護を論じている」「平常時におけるICRPの「防護」の目的のための数値だけを意図的に持ち出し、人体に大変な「影響」が出ると不安を煽る。あるいは、緊急事態における勧告については、本当にご存知ないのかも知れませんね。」と3者揃って虚偽記載を批判した[20]。

### 小出支持者に対する批判
- 事故後、上述のように小出は原子力に反対する側から英雄視される現象が発生した。この現象について香山リカは、小出に対しての支持は表明したものの、小出を「「神」として崇拝」する者の中には「引きこもりやニートといった人たちがその中心層の多くを占め」「ネットの世界を中心に、原発事故にのめり込んでいる」「生活能力がなく、結局は親がかり」「ファンタジーへの逃避で平穏を保ってきた彼らがいま原発問題にこころの平穏を見出している」などと批判的に論じた[21]。香山はこの連載の掲載後批判を受け、次の回で謝罪した[22]。
- 一本松幹雄は著書の中で小出に触れ、一部の反原発支持者により語られている「大学と電力業界による陰謀により、小出が昇進を阻まれてきた」（大意）という説を批判している。その根拠として

1. 小出自身が『原発はいらない』の中で迫害を受けたことは無い旨著述している
2. 昇進のためには論文審査を通す必要があり、学会内での活動への貢献も考慮されるが、一本松は「小出氏にその意欲が無い以上、昇進しなかったのは順当な結果」であるとの見解をとっている
3. （一本松の認識では）学会は政治スタンスでの昇進判断をしないとし、電力業界関係者の中には批判を真摯に受け止め「小出先生のような優れた資質を持つお方には、我々と協力して、原発の運営・管理に建設的な意見を出していただきたいと思っているほどである」と言う業界関係者の発言を紹介

を挙げ、この説の支持者やこの説を好意的に紹介するマスコミを「卑劣」と批判している。

## エピソード
- 東北大学在学中、当時女川町に建設予定だった女川原子力発電所に対し地元住民が反対する現状を知る。このとき、彼らが主張する「（原発が）安全ならば、なぜ仙台市に建設しないのか」という問いに対する答えを見出さなければならないと考え、答えを導き出す。その答えとは、「（原子力とは）都会では引き受けられないリスクを持っている。したがって、電力消費地に近い都会では建設が困難なため、こうしたリスクを過疎の街に押し付けようとしている」というものであった。この答えに到達して以降、自らの原子力に対する考えと人生についての選択肢を180度転換させる。「この事実はとても認めることはできない、止めさせよう、これからは原子力を止めさせる方向へ自らの力を注いでいこうと決心した」。
- 所属していた京都大学原子炉実験所には反原発の研究者も共存していることについて「ここは基礎的な学問を研究する場であり、東大とは違った、京大の学風や気質である」と、現職時に述べた。
- 福島原発に関して内閣官房参与を辞任した小佐古敏荘は、立場のまるで異なる論争相手であった。小佐古の内閣参与辞任について朝日ニュースターの番組でコメントを求められ、「なぜそうしたのか、いまだに理解できないのですが」と前置きしつつ、今回の行動については支持するとした。
- 「人が人を差別することは許せない」とし、社会に存在する差別の問題に対して否定的な立場をとっている。
- 福島原発事故以降、自著『原発のウソ』（扶桑社新書）が売れていることに関し、『みのもんたの朝ズバッ!』のインタビューで「うれしくないです。売れているということは、原発の事故が起きてしまったから」と答えている[24]。

## 著書

### 単著
- 『放射能汚染の現実を超えて』（1992年1月、北斗出版）ISBN 4-938427-57-5
- 『隠される原子力・核の真実 原子力の専門家が原発に反対するわけ』（2010年12月、発行：創史社 発売：八月書館）ISBN 978-4-915970-36-8
- 『放射能汚染の現実を超えて』（2011年5月、河出書房新社）ISBN 4309245528
- 『原発のウソ』（2011年6月、扶桑社新書）ISBN 4594064205
- 『原発はいらない』（2011年7月、幻冬舎ルネッサンス新書）ISBN 4779060486
- 『小出裕章が答える原発と放射能』（2011年9月、河出書房新社）
- 『原発のない世界へ』（2011年9月、筑摩書房）
- 『知りたくないけれど、知っておかねばならない原発の真実』（2011年9月、幻冬舎）
- 『子どもたちに伝えたい 原発が許されない理由』（2011年9月、東邦出版）
- 『原発ゼロ世界へ―ぜんぶなくす―』（2012年1月、出版共同販売）
- 『小出裕章 原発と憲法9条』（2012年1月、遊絲社）
- 『図解 原発のウソ』（2012年3月、扶桑社）
- 『騙されたあなたにも責任がある』（2012年4月、幻冬舎）
- 『小出裕章 核＝原子力のこれから』（2012年5月、本の泉社）
- 『福島原発事故 原発をこれからどうすべきか』（2012年4月、河合文化教育研究所）
- 『日本のエネルギー、これからどうすればいいの?』（2012年5月、平凡社）
- 『この国は原発事故から何を学んだのか』（2012年9月、幻冬舎ルネッサンス新書）ISBN 978-4779060687
- 『今こそ“暗闇の思想”を―原発という絶望、松下竜一という希望』（2013年1月、一葉社）
- 『原発ゼロ』（2014年2月、幻冬舎ルネサンス新書）
- 『100年後の人々へ』（2014年8月、集英社新書）
- 『フクシマ事故と東京オリンピック【7ヵ国語対応】 The disaster in Fukushima and the 2020 Tokyo Olympics』（2019年12月、径書房、ISBN 978-4770502285）

### 共著
- 『原発の安全上欠陥』（1979年、第三書館）共著：小林圭二、久米三四郎、今中哲二ほか
- 『人形峠ウラン公害ドキュメント』（1995年4月、北斗出版）共著：榎本益美 ISBN 493842780X
- 『原発事故…その時、あなたは!』（1995年6月、風媒社）共著：瀬尾健 ISBN 4833110385
- 『原子力と共存できるか』（1997年11月、かもがわ出版）共著：足立明 ISBN 4-87699-339-4
- 『人形峠ウラン鉱害裁判』（2001年1月、批評社）共著：土井淑平 ISBN 978-4-8265-03211
- 『知ればなっとく脱原発』（2002年、七つ森書館）共著：高木仁三郎、西尾漠、久米三四郎ほか ISBN 4822802515
- 『imidas特別編集 完全版 放射能 地震 津波 正しく怖がる100知識』（2011年7月、集英社）監修：河田恵昭、小出裕章、坂本廣子 ISBN 4087814807
- 『3・11原発事故を語る』（2011年9月、本の泉社）共著：矢ヶ崎克馬
- 『原発・放射能 子どもが危ない（2011年9月、文春新書）共著：黒部信一
- 『原発のないふるさとを』（2012年2月、批評社）共著：土井淑平
- 『いのちか原発か』（2012年3月、風媒社）共著：中嶌哲演）
- 『原発に反対しながら研究をつづける小出裕章さんのおはなし』（2012年3月、クレヨンハウス）小出監修、野村保子著
- 『「最悪」の核施設 六ヶ所村再処理工場』（2012年8月、集英社新書）
- 『原発再稼働の深い闇』（2012年9月、宝島社）共著：一ノ宮美成、鈴木智彦、広瀬 隆
- 『原発事故後の日本を生きるということ 』（2012年11月、農産漁村文化協会）共著：槌田劭、中嶌哲演
- 『原発と日本人 自分を売らない思想』（2012年12月、角川書店）共著：佐高信
- 『原発事故と農の復興：避難すれば、それですむのか?!』（2013年3月、コモンズ）共著：明峯哲夫、中島紀一、菅野正寿
- 『ケンカ白熱教室 放射能はどこまで安全か』（2013年6月、幻冬舎）共著：小林 泰彦
- 『原発ゼロをあきらめない 反原発という生き方』（2013年7月、明石書店）共著： 中嶌哲演、長谷川羽衣子、安冨渉
- 『劣化ウラン弾』（2013年8月、岩波書店）共著：嘉指信雄、振津かつみ、佐藤真紀、豊田直巳
- 『アウト・オブ・コントロール 福島原発事故のあまりに苛酷な現実』（2014年1月、花伝社）共著：高野孟
- 『原発と日本人 自分を売らない思想』（2014年5月、角川書店）共著：佐高信
- 『熊取六人衆の脱原発』（2014年5月、七つ森書館）共著:今中哲二、海老澤徹、川野眞治、小林圭二、瀬尾健
- 『被ばく列島 放射線医療と原子炉』（2014年10月、角川書店）共著：西尾正道
- 『動かすな、原発』（2014年10月、岩波書店）共著：海渡雄一
- 『ラジオは真実を報道できるか――市民が支える「ラジオフォーラム」の挑戦』（2015年2月、岩波書店）共著：ラジオフォーラム

## 論文・寄稿文
- 小出裕章「原子力発電のもつ危険性 (原子力発電問題<特集>)」『公害研究』第6巻第4号、岩波書店、1977年4月、3-14頁、ISSN 03870030、NAID 40001172416。
- 小出裕章「「原子炉安全性研究」(WASH-1400)とその波紋」『公害研究』第7巻第2号、岩波書店、1977年10月、47-53頁、ISSN 03870030、NAID 40001172401。
- 今中哲二, 小出裕章「美浜原子炉の燃料事故をめぐる問題-1-」『公害研究』第8巻第4号、岩波書店、1979年4月、66-72頁、ISSN 03870030、NAID 40001172334。
- 今中哲二, 小出裕章「美浜原子炉の燃料事故をめぐる問題-2-」『公害研究』第9巻第1号、岩波書店、1979年7月、56-64頁、ISSN 03870030、NAID 40001172314。
- 小出裕章「確率論的評価の亡霊とそれに縋る推進派 (隠されるスリ-マイル島原発事故の実態<特集>)」『技術と人間』第9巻第4号、技術と人間、1980年4月、74-87頁、ISSN 02855186、NAID 40000628708。
- 小出裕章「チェルノブイリ原子力発電所事故の教訓」『公害研究』第16巻第2号、岩波書店、1986年10月、37-46頁、ISSN 03870030、NAID 40001173035。
- 瀬尾健, 今中哲二, 小出裕章, 久米三四郎, 海老沢徹, 川野眞治, 小林圭二「27a-Z-1 チェルノービィリ原発事故による放射能の放出」『秋の分科会予稿集』第1987巻、日本物理学会、1987年、1頁、doi:10.11316/jpsgaiyok.1987.4.0_1_1、NAID 110002020737。
- 小林圭二, 小出裕章, 今中哲二, 川野真二, 瀬尾健, 海老沢徹, 荻野晃也, 河野益近, 小村浩夫「27A-Z-4 高感度中性子モニターによる漏えい中性子線量の測定」『秋の分科会予稿集』第1987巻、日本物理学会、1987年、2頁、doi:10.11316/jpsgaiyok.1987.4.0_2_2、NAID 110002020740。
- 小出裕章「放射能汚染の現実を超えて」『技術と人間』第16巻第10号、技術と人間、1987年10月、44-55頁、ISSN 02855186、NAID 40000630204。
- 小出裕章「放射能汚染の中での反原発」『技術と人間』第17巻第3号、技術と人間、1988年3月、54-69頁、ISSN 02855186、NAID 40000630276。
- 小出裕章「ラドンの危険性とウラン鉱山労働者 (人形峠でいま何が起きているか<特集>)」『技術と人間』第18巻第4号、技術と人間、1989年4月、38-55頁、ISSN 02855186、NAID 40000630508。
- 小出裕章「人形峠の汚染の実態と推進派の虚構の論理--鳥取県放射能調査専門家会議批判」『技術と人間』第18巻第6号、技術と人間、1989年6月、56-71頁、ISSN 02855186、NAID 40000630488。
- 小出裕章「産業廃棄物処分場に姿を現わした放射能 (広がる放射性産業廃棄物の汚染<特集>)」『技術と人間』第19巻第11号、技術と人間、1990年11月、39-53頁、ISSN 02855186、NAID 40000630913。
- 小出裕章「海に捨てられた核廃物--旧ソ連だけではない無責任国家群」『エコノミスト』第71巻第27号、毎日新聞社、1993年6月、34-39頁、ISSN 00130621、NAID 40000238639。
- 小出裕章「原発亡国ニッポン-6-科学技術庁が隠していた放射性ヨウ素測定データ」『金曜日』第7巻第44号、金曜日、1999年11月、22-25頁、NAID 40005027582。
- 小出裕章「保健物理学と原子力防災」『保健物理』第35巻第1号、日本保健物理学会、2000年3月、36-38頁、doi:10.5453/jhps.35.36、ISSN 03676110、NAID 10004465947。
- 小出裕章「更田氏の批判に答える」『日本原子力学会誌』第43巻第9号、2001年9月、874頁、ISSN 00047120、NAID 10006964900。
- 小出裕章「論考 原子力の現状とその問題」『月刊保団連』第721号、全国保険医団体連合会、2001年10月、58-65頁、ISSN 02885093、NAID 40004462959。
- 小出裕章「原子力発電所で大事故は起きるか? (特集 一六年目のチェルノブイリ)」『技術と人間』第31巻第4号、技術と人間、2002年5月、22-33頁、ISSN 02855186、NAID 40000632115。
- 小出裕章「放射性廃物の問題点(上)ごみについて考える」『技術と人間』第33巻第1号、技術と人間、2004年1月、18-30頁、ISSN 02855186、NAID 40006118175。
- 小出裕章「放射性廃物の問題点(下)ごみについて考える」『技術と人間』第33巻第2号、技術と人間、2004年3月、54-61頁、ISSN 02855186、NAID 40006136006。
- 小出裕章「美浜3号炉事故の全体像と課題 (特集 美浜3号機事故)」『技術と人間』第33巻第9号、技術と人間、2004年11月、12-25頁、ISSN 02855186、NAID 40006496088。
- 小出裕章「六ヶ所再処理工場が平常運転時に予定している被曝」『原子力資料情報室通信』第385号、原子力資料情報室、2006年7月、4-7頁、NAID 40007314915。
- 小出裕章「安全のための一言 柏崎・刈羽原発震災--地震と原子力発電所の安全性」『金属』第77巻第12号、アグネ技術センター、2007年12月、1350-1354頁、ISSN 03686337、NAID 40015718015。
- 小出裕章「再処理は核軍事の中心技術 (六ヶ所再処理工場の危険性を問う)」『月刊保団連』第1007号、全国保険医団体連合会、2009年7月、1-9頁、ISSN 02885093、NAID 40016632877。
- 小出裕章「原子力発電の「安全神話」溶融 (特集 3・11は何を問うか)」『現代の理論』第28巻、明石書店、2011年、30-37頁、NAID 40018914845。
- 小出裕章「驕りと欺瞞が生んだ悲劇 (特集 原発の限界/日本の臨界)」『日本主義』第15号、白陽社、2011年、52-70頁、NAID 40018972965。
- 小出裕章「ブラックアウトは何故起きたか (東日本大震災・原発災害特集 原子力からの脱出)」『世界』第818号、岩波書店、2011年6月、52-59頁、ISSN 05824532、NAID 40018770541。
- 浜矩子, 澤昭裕, 小出裕章「アンケート 脱原発か原発推進か」『エコノミスト』第89巻第37号、毎日新聞社、2011年8月、99-103頁、ISSN 00130621、NAID 40018917475。
- 小出裕章「原発を考える(新連載・1)安全な被曝量はありません」『婦人公論』第96巻第21号、中央公論新社、2011年10月、52-56頁、NAID 40018993765。
- 小出裕章「東電がやるべきことは食べものの汚染の全体像を明らかにすることだ (やっぱり 放射能と食)」『金曜日』第19巻第40号、金曜日、2011年10月、14–17頁、NAID 40019033319。
- 小出裕章「0%、即時全廃すべき コスト安も無事故も実現不可能 (対論 2030年の原発比率はどうすべきか)」『エコノミスト』第90巻第36号、毎日新聞社、2012年8月、93頁、ISSN 0013-0621、NAID 40019378154。
- 小出裕章「正造さんと原子力 (特集 田中正造没後一〇〇年)」『救現 : 田中正造大学ブックレット』第12号、田中正造大学出版部 ; 1986-、2013年、2-22頁、ISSN 0918-5690、NAID 40019782183。
- 小出裕章「原子力発電の現実 : 福島の事故から」『人権21 : 調査と研究』第224号、おかやま人権研究センター、2013年6月、31-44頁、NAID 40019706791。
- 小出裕章「福島第一原子力発電所事故の惨状と技術者の責任」『技術倫理研究』第11巻、名古屋工業大学技術倫理研究会、2014年、1-44頁、ISSN 1349-4805、NAID 120005973776。
- 小出裕章「核廃絶への道程 : 福島原発事故後の地平に立って」『世界』第869号、岩波書店、2015年5月、49-55頁、ISSN 0582-4532、NAID 40020418880。
- 小出裕章「原発と将来世代」『日本旅行医学会学会誌』第12巻第1号、日本旅行医学会、2016年3月、89-92頁、NAID 40020930713。
- 小出裕章「原発と日本の核戦略」『社会主義』第662号、社会主義協会、2017年8月、79-86頁、ISSN 0912-0602、NAID 40021281928。
- 小出裕章「瓦解する日本の原子力 (特集 福島第一原発溶融事故から九年)」『科学的社会主義』第263号、社会主義協会、2020年3月、6-13頁、NAID 40022170966。

## 放送出演
- たねまきジャーナル（MBSラジオ 不定期ゲスト）
- ラジオフォーラム（ラヂオきしわだ他 番組内「小出裕章ジャーナル」担当パーソナリティーとして電話出演）